# Rijksdag van Augsburg (1500)
Rijksdag van Augsburg ging van start op 10 april 1500 onder de auspiciën van Rooms-koning Maximiliaan I.
Er werd besloten het Rijksregiment op te richten, een soort regentenraad die naast de keizer de politieke leiding in het Heilige Roomse Rijk moet voeren. Om de vrede en de uitvoering van de uitspraken van de Rijkshofraad en het Rijkskamergerecht te handhaven, werden er zes kreitsen opgericht. De Beierse Kreits, Boven-Rijnse Kreits, Frankische Kreits, Neder-Saksische Kreits, Nederrijns-Westfaalse Kreits, en de Zwabische Kreits.
In 1512 werd de groep uitgebreid met vier nieuwe kreitsen: